# Venarsal
Venarsal foi uma comuna francesa na região administrativa da Nova Aquitânia, no departamento de Corrèze. Estende-se por uma área de 3,14 km². Em 2010 a comuna tinha 486 habitantes (densidade: 154,8 hab./km²).
Em 1 de janeiro de 2016, passou a formar parte da nova comuna de Malemort.